# Euantedon
Euantedon is een geslacht van haarsterren uit de familie Antedonidae.

## Soorten
- Euantedon exquisita (A.H. Clark, 1909)
- Euantedon moluccana (A.H. Clark, 1912)
- Euantedon paucicirra H.L. Clark, 1928
- Euantedon polytes A.H. Clark, 1936
- Euantedon sinensis A.H. Clark, 1912
- Euantedon tahitiensis A.H. Clark, 1918